# Secondhand Serenade
Secondhand Serenade es el proyecto en solitario del vocalista y guitarrista John Vesely. El proyecto comenzó en California, Estados Unidos, en el año 2004. Vesely ha lanzado 3 álbumes, el relanzamiento de Awake en el 2005, A Twist in My Story en el 2008 y recientemente en el 2010 Hear Me Now. En el álbum debut de Secondhand Serenade se utilizó una grabación multipista para grabar las múltiples pistas de las voces y guitarras. A diferencia del segundo disco, que se utilizó una banda completa, para imprimir un sonido más trabajado.

## Historia

### Primeros años y demo Awake
John Joseph Vesely formó Secondhand Serenade en su pueblo natal Menlo Park en California, EUA, en el 2004. John creció en el Área de la Bahía de San Francisco en una familia de músicos. Como hijo de un músico profesional de Jazz, el comenta que su talento musical es natural. Paso ocho años tocando el bajo para bandas locales en las cuales toco diversos estilos como ska, hardcore, rock, pop, entre otros. Después de años tocando bajo, optó por una guitarra acústica
Vesely comenzó a escribir canciones cuando conoció a su actual esposa Candince Vesely. Ella quería que él le tocara y tocarle con un bajo estaba fuera de sus límites. Después el reconoció que encontró su verdadero llamado cuando el levantó la guitarra acústica. El sobrenombre Secondhand Serenade es una referencia a la manera en que sus canciones son 'serenatas' a su esposa Candince, con la que tiene dos hijos pequeños. 
En el 2005, Vesely lanzó su álbum debut llamado Awake.

### A Twist in My Story
El lanzamiento de su segundo álbum A Twist in My Story fue el 19 de febrero de 2008, y contenía canciones de su antiguo álbum Awake, como "Maybe" y "Your Call", pero reproducidas con banda sonora en vivo. Su primer sencillo, "Fall for You", fue lanzado el 21 de enero de 2008 y su video oficial se estrenó el 8 de enero de 2008.
El titulamiento del álbum fue en referencia al divorcio de su esposa Candince en el 2008.
La edición deluxe del álbum A Twist in My Story fue lanzado el 3 de febrero de 2009 y contiene 5 canciones extras.

### Hear Me Now
El 14 de abril de 2010, Secondhand Serenade anunció que el álbum está oficialmente terminado esperando después respuesta del integrante mexicano por contrato temporal. En un mensaje en su Facebook oficial, dijo:
Recientemente trabajó con el grupo italiano Sonohra en la canción Nuda Fino All'Eternita'

## Discografía

### Álbumes de estudio
| Año  | Álbum               | Posiciones | Posiciones | Posiciones |
| Año  | Álbum               | US         | US Heat    | US Indie   |
| ---- | ------------------- | ---------- | ---------- | ---------- |
| 2005 | Awake               | 164        | 3          | 19         |
| 2008 | A Twist in My Story | 44         | —          | 6          |
| 2010 | Hear Me Now         | —          | —          | —          |
| 2014 | Undefeated          | —          | —          | —          |

### Sencillos
| Año  | Sencillo       | Posiciones | Posiciones | Posiciones | Posiciones | Posiciones | Posiciones     | Álbum               |
| Año  | Sencillo       | US Hot 100 | US Pop 100 | US Digital | CAN        | AUS        | U.S. VideoClip | Álbum               |
| ---- | -------------- | ---------- | ---------- | ---------- | ---------- | ---------- | -------------- | ------------------- |
| 2007 | "Vulnerable"   | 83         | 64         | 56         | —          | —          | —              | Awake               |
| 2008 | "Fall for You" | 13         | 8          | 14         | 36         | 19         | —              | A Twist in My Story |
| 2008 | "Your Call"    | —          | —          | —          | —          | —          | 6              | A Twist in My Story |